# Prisca Steinegger
Prisca Steinegger, né le 1er septembre 1977, est une footballeuse suisse.

## Carrière professionnelle
Steinegger obtient une bourse pour une formation aux États-Unis en 1999. À cause d’une blessure elle doit y renoncer. Mais pas beaucoup plus tard la FIFA lui offre un emploi qu’elle accepte. De 1996 à 2007 elle joue à l’équipe de Suisse de football féminin et est nommée footballeuse suisse de l’année 2003.